# Kim Kum-yong
Kim Kum-yong (em coreano:  김금영; Pyongyang, 17 de agosto de 2001) é uma mesa-tenista norte-coreana.

## Carreira
Ela é canhota e usa a pegada shakehand no tênis de mesa. Ela participou de suas duas primeiras competições internacionais no DPR Korea Open em 2018 e no Pyongyang Open em 2019. Ela jogou no Campeonato Asiático de Tênis de Mesa Júnior e Cadete de 2019 e ganhou a medalha de prata no evento por equipes femininas; mais tarde naquele ano, ela competiu no Campeonato Mundial Júnior de Tênis de Mesa. A partir de 2020, as jogadoras norte-coreanas pararam de competir internacionalmente por três anos, retornando para os Jogos Asiáticos de 2022 (realizados em 2023), onde Kim competiu em quatro eventos, mas não ganhou uma medalha.
Nos Jogos Olímpicos de Verão de 2024, em Paris, conquistou a medalha de prata na disputa de duplas mistas, ao lado de Ri Jong-sik. Ri e Kim, não classificados pela Federação Internacional de Tênis de Mesa (ITTF) devido à sua experiência limitada em competições internacionais, foram a última equipe classificada na competição olímpica de duplas mistas e enfrentaram o atual campeão Japão, classificado em segundo lugar globalmente, na rodada de abertura. Após a medalha de prata, Ri e Kim compartilharam uma selfie no pódio com seus colegas medalhistas, incluindo Lim Jong-hoon e Shin Yu-bin da Coreia do Sul. Isso foi celebrado em todo o mundo como um momento de grande espírito esportivo, mas supostamente levou a críticas das autoridades norte-coreanas, que, de acordo com o The Guardian, colocaram Ri e Kim sob "escrutínio ideológico" após seu retorno ao país.